# Karlshamnsverket
Karlshamnsverket är ett oljeeldat kondenskraftverk på 662 MW, som ligger på halvön Stärnö i Blekinge. Kraftverket drevs länge av Karlshamn Kraft AB, ett dotterbolag till Eon SE. I januari 2014 sålde Fortum sin ägarandel på 30 % till Eon SE, som då blev ensam ägare av kraftverket. I januari 2016 överfördes kraftverket till Uniper-koncern, i samband med att verksamheterna inom Eon SE delades upp. Kraftverket är en betydande del i Skandinaviens effektreserv med kontrakt fram till år 2025, och ingår i dotterbolaget Sydkraft Thermal Power AB.

## Statistik
| År   | Ton eldad olja | Ton CO2-utsläpp | Andel i Sveriges CO2-utsläpp |
| ---- | -------------- | --------------- | ---------------------------- |
| 2013 |                | 7 828           | 0,014 %                      |
| 2020 | 3 600          | 11 642          | 0,025 %                      |
| 2021 | 28 000         | 90 000          | 0,19 %                       |
| 2022 | 54 300         | 171 000         | 0,38 %                       |

## Historia
Kraftverket togs i drift mellan 1969 och 1973. Från och med 1980 används kraftverket främst som spets- och reservkraftverk när tillgången på vatten- och kärnkraft inte är tillräcklig. Efter avregleringen av elmarknaden blev det mycket diskussioner kring effekttillgången (produktionskapacitet) vid besvärliga situationer, till exempel extremt hög förbrukning på grund av stark vinterkyla. Efter lagändring och överenskommelser med elmarknadens parter har Svenska Kraftnät upphandlat reservkapacitet inför vintersäsongerna till den svenska effektreserven för att kunna startas om elbrist skulle hota. Karlshamnsverket har haft effektavtal med ett eller flera block, under flera vintrar, sedan avregleringen, men även sommaren 2020 på grund av för låg effekt från kvarvarande kärnkraftverk och underhållsarbeten på det svenska stamnätet. Vid extrema situationer har kraftverkets samtliga tre block nyttjats för att trygga Sveriges elförsörjning.
Vid de flesta tillfällen kraftverket körts har Sverige varit nettoexportör av elkraft, det vill säga produktionen har primärt berott på det höga elpriset snarare än Sveriges eget effektbehov vid dessa tillfällen. Eller på grund av överföringsproblem i det svenska stamnätet.
Det har tre ångpannor, turbiner och generatorer på vardera 335 MW el och är Sveriges största fossileldade kraftverk. Block 1 är långtidsavställt sedan september 2015. Kraftverkets bränsle är eldningsolja (EO5) som förvaras i ett bergrumslager med plats för ca 800 000 m³ eller ett mindre cisternlager. Blocken har olika beredskapsnivåer. Vid varm beredskap kan blocken vara i produktion på två timmar.

## Rökgasrening
Efter miljöprövning 1992–1995 fastställdes nya utsläppskrav från 1997. För att klara dessa har kraftverket försetts med avancerad rökgasrening, bland annat avsvavling av typ FlowPac (block 3) och katalysatorer för avskiljning av kväveoxider (block 2 och 3). Avsvavlingstekniken bygger på att rökgaserna får bubbla igenom en bädd av kalkslam, varvid svavel binds till gips (kalciumsulfat). Avskiljningen överstiger 99 %. Den avskiljda gipsen används som råvara för tillverkning av gipsplattor. Avsvavlingstekniken har ursprungligen utvecklats på kraftverket och sedan kommersialiserats av Alstom.
Under 2007 konstruerades en pilotanläggning på 5 MW för avskiljning av koldioxid från rökgaser. Den anslöts till kraftverkets hjälpångpanna och togs i bruk under 2008. Den teknologi som används kallas "chilled ammonia". Koldioxiden fångas in i en ammoniak/vattenlösning där den bildar ammoniumkarbonat (hjorthornsalt). Koldioxiden drivs sedan av genom upphettning av lösningen vid högt tryck. De aktuella försöken syftar till att demonstrera effektiv avskiljning av koldioxid. På andra håll i världen utvecklar man långsiktig lagring av den avskiljda koldioxiden, så kallad CCS. Testanläggningen är nu avvecklad.[källa behövs]

## Dödnätsstart
På kraftverkets område finns sedan 2000-talet en gasturbin på 36 MW, för att kunna starta kraftverket om anslutande elnät är otillgängligt, så kallad dödnätsstart. Gasturbinen levererar då den elkraft som behövs för kraftverkets egenförbrukning i olika processystem under uppstarten.